# Alex Boeye
Alex Boeye (* 1. März 1946 in Zwijndrecht (Belgien)) ist ein ehemaliger belgischer Radrennfahrer und nationaler Meister im Radsport.

## Sportliche Laufbahn
Boeye war Bahnradsportler. 1967 wurde er nationaler Meister im Steherrennen der Amateure vor Harry Michiels. 1968 gewann er den Titel erneut vor Firmin De Vleminck. In der belgischen Dernymeisterschaft wurde er Dritter. Zweimal startete er bei den Bahnradsport-Weltmeisterschaften.
Im Straßenradsport konnte er einige Kriterien und Rundstreckenrennen gewinnen.